# Покровка (Куюргазинський район)
Покро́вка (рос. Покровка, башк. Покровка) — село у складі Куюргазинського району Башкортостану, Росія. Входить до складу Бахмутської сільської ради.
Населення — 169 осіб (2010; 165 в 2002).
Національний склад:
- росіяни — 90%